# ピース・ナウ

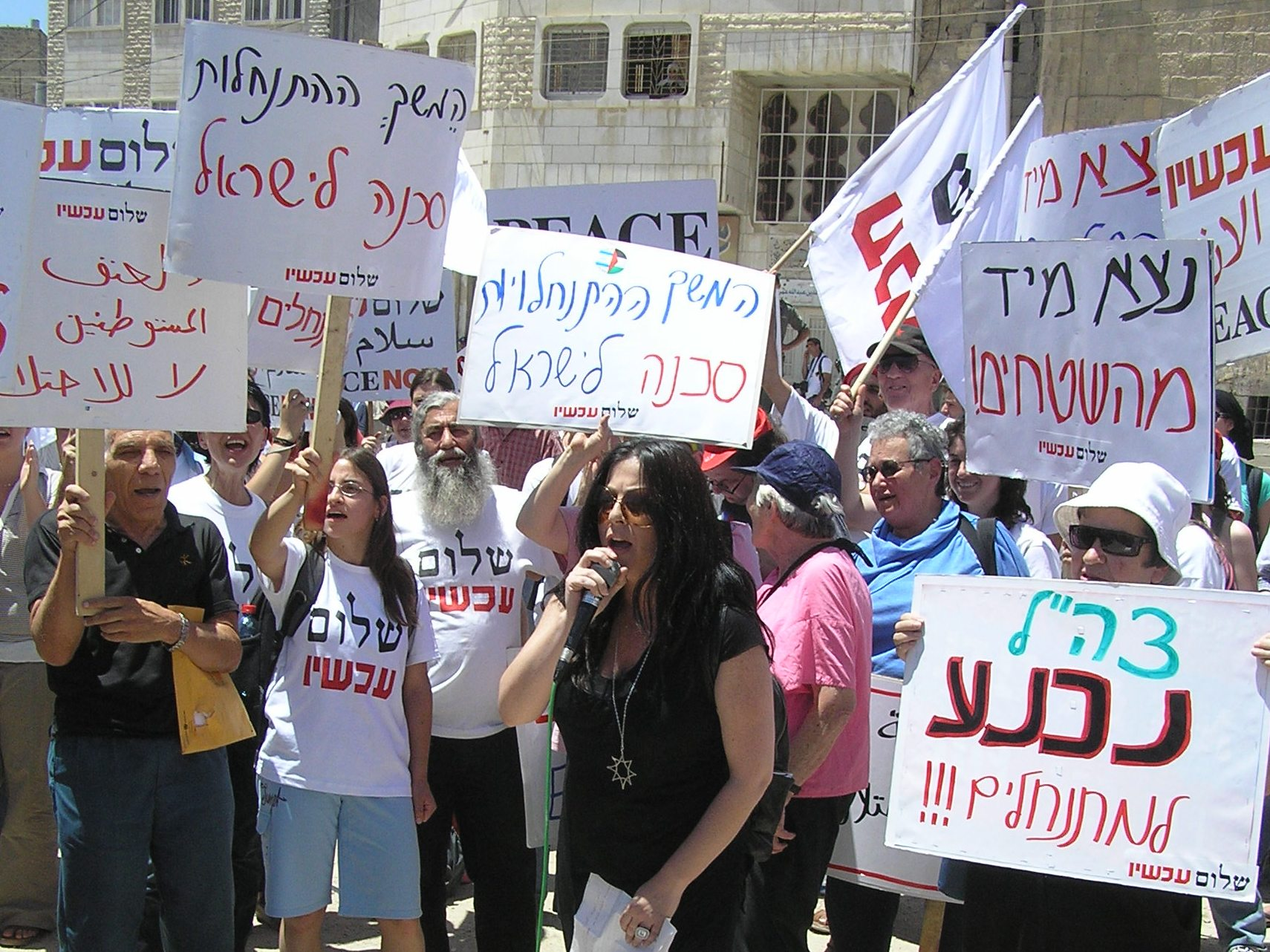
ピース・ナウのデモ

ピース・ナウ（ヘブライ語: שלום עכשיו、英語: Peace Now）とは、パレスチナとの平和共存を訴えるイスラエルにおけるNGOである。ヘブライ語では「シャローム・アフシャーヴ」という。

## 概要
ピース・ナウはイスラエルにおいて最大規模の紛争解決・平和構築系のNGOであり、イスラエル政治や中東政治におけるその時々の政治的な情勢などを分析し、イスラエル政治の枠内ではハト派的で穏健な政治的態度を発信するアドボカシー活動を行っている。ピース・ナウはヘブライ語と英語の二か国語で情報発信活動を行っている。そして、ピース・ナウのシールなどには、左記の２言語に加え、アラビア語やロシア語でも「ピース・ナウ」を意味することばが記載されている。ピース・ナウはテルアビブのラビン広場などにおいて、他のイスラエルにおける紛争解決・平和構築NGOsや左派政党などとともに、定期的に大規模な集会を実施している。特に、ピース・ナウはラビンの命日にあたる11月4日前後の土曜日には、ラビン広場においてラビン暗殺を追悼する集会を毎年実施している。しかし、ピース・ナウも含めてイスラエルにおいて政治的なアドボカシー活動を行う左派のNGOsは、アラブ人との草の根からの交流活動やアラビア語やアラブ文化の学習活動などを原則として行わないということが、イスラエルにおいて平和教育活動を行うNGOsとの顕著な相違点である。すなわち、政治学者や政治系の団体や政治活動家は政治的に主張している内容のみを重視し政治活動家のアラビア語の語学力やパーソナリティなどは特に気にしない傾向があるのに対し、教育学者や教育系の団体や教育者は政治的に主張している内容だけではなく活動する者自身のアラビア語の学習意欲などアラブ人に対する態度や行動に関しても重視している。

## 歴史
1977年にエジプトのサーダート大統領がイスラエルを訪問したことがきっかけで当時のイスラエル社会においてはエジプトとの国交樹立のきざしが発生したことにより、1978年に348人のイスラエル国防軍の予備役兵士が、当時の右派政党のリクードの党首でありイスラエル首相のメナヘム・ベギンに対エジプト和平交渉の継続を訴えたことがきっかけで設立された。
1982年のイスラエル国防軍によるレバノン侵攻（第一次レバノン戦争）に反対した。
1983年2月10日、エルサレムにおいて実施されていたピース・ナウのデモ中に、ヨナー・アブルシュミという右翼のユダヤ系イスラエル人がデモ隊へ向けて手榴弾を投擲した。ピース・ナウの活動家でありヘブライ大学の大学院生であったエミール・グルンツウェイグが殺害され、さらに数名の負傷者が発生した。イスラエルにおいては、右派のユダヤ系イスラエル人が「左派」のユダヤ系イスラエル人を殺害した事例としては、ノーベル平和賞受賞者で1995年11月4日に労働党の党首であったイツハク・ラビン首相がテルアビブで暗殺された事例があげられる。
ピース・ナウは2012年現在も活動を続け、イスラエルの左派系新聞ハアレツのサイトなどに意見広告を出している。米国、カナダ、英国、フランス、ベルギー、ブラジル、ならびにアルゼンチンにおいても活動を行っている。なお、ピース・ナウは日本やアラブ・イスラーム諸国では活動していない。
ピース・ナウなどのイスラエルの平和団体は入植反対を訴え、ユダヤ人入植地で作られた葡萄で製造されたワインなどの不買運動、入植地で活動する企業への不投資の呼びかけなどを行い、イスラエル政府が推し進める入植政策に抗議しているが、2011年7月に入植地の産品のボイコットを禁止する法案が賛成多数で成立した。これはいわば左派系市民団体を狙い撃ちにしたもので、民主主義を破壊するものであるとしてイスラエル国外のみならず、国内からも懸念と批判の声が挙がっている。仮に国から裁判を起こされたら高額な裁判費用のために団体そのものが破綻しかねないという。また、2011年ごろから反格差デモが日本や米国など世界中で発生し、イスラエルにおいても和平問題よりも物価高騰などの経済問題に対して深い関心を寄せるようになっているため、経済問題を扱わないピース・ナウの活動は停滞し、ヘブライ大学のマウント・スコーパス・キャンパスにおいて実施された新規メンバーの勧誘も成功したとはいえない。

## 評価
パレスチナとの平和共存を目指すこの運動には一定の賛辞や評価がある一方で、パレスチナ国家を認めない右派からの批判や嫌悪も根強い。また、平和主義とは言うもののイスラエル国家自体は肯定しているため、パレスチナ人側やユダヤ系の極左勢力の評価もさほど芳しくない。右派はピース・ナウなどのユダヤ人左派に対して「国家への反逆者」「反ユダヤ主義者」などと罵倒しているが、ピース・ナウ側は「入植反対こそ真の愛国者」と反論している。